# ۷۸۹ (خورشیدی)
۷۸۹ هفتصد و هشتاد و نهمین سال هجری خورشیدی است.